# École Normale Supérieure de Jeunes Filles
École normale supérieure de jeunes filles (även: École normale supérieure de Sèvres) var en fransk högskola i Sèvres, nu en kommun i en förort i Paris. Skolan utbildade endast flickor och grundades den 29 juli 1881 på initiativ av Camille See. Nobelpristagaren Marie Curie var lärarinna vid skolan från 1900 till 1906.  